# 波揚鄉

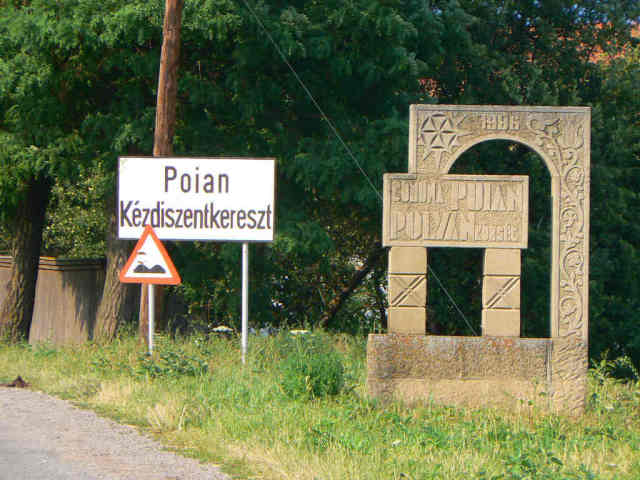

46°4′0″N 26°9′0″E / 46.06667°N 26.15000°E
波揚鄉（羅馬尼亞語：Comuna Poian, Covasna），是羅馬尼亞的鄉份，位於該國中部，由科瓦斯納縣負責管轄，面積53平方公里，海拔高度612米，2007年人口1,850，人口密度每平方公里35人。
直到1918年，这个村庄属于匈牙利王国的罗姆斯克县。1920年《特里亚农条约》之后，它成为了罗马尼亚的一部分。2005年，埃斯特尼克和另外两个村庄从波扬分裂出来，组成了一个独立的村庄。该县的匈牙利人占据绝对多数。根据2002年的人口普查，该县有1,765人，其中99.43%或1,755人是匈牙利人。